# 제주특별자치도의 기념물
제주특별자치도의 기념물은 지방기념물 중에서 제주특별자치도 내에 있는 문화재를 의미한다. 최고의 문화재로 지정되지 않은 것들 중 패총, 고분, 성지, 궁지 등의 사적지 중 역사적, 학술적 가치가 있는 것, 경승지로서 예술적 기교, 관람 가치가 있는 및 동물, 식물, 광물, 동굴 등에서 학술적인 가치가 있는 것"을 대상으로 제주특별자치도지사가 조례에 따라 지정한다.

## 지정목록
| 번호    | 사진 | 명칭                                                                    | 소재지                                                     | 관리자 (단체)                      | 지정일                                                                | 참조 |
| 1호     |      | 오현단 (五賢壇)                                                         | 제주 제주시 이도1동 1421-3                                 | 제주시                             | 1971년 8월 26일 지정                                                  |      |
| 2호     |      | 지석묘 (支石墓)                                                         | 제주 제주시 용담2동 581                                    | 제주시                             | 1971년 8월 26일 지정                                                  |      |
| 2-1호   |      | 용담지석묘1호 (용담지석묘1호)                                           | 제주 제주시 용담3동 581                                    | 제주시                             | 1971년 8월 26일 지정                                                  |      |
| 2-2호   |      | 용담지석묘2호 (용담지석묘2호)                                           | 제주 제주시 용담2동 588-6                                  | 제주시                             | 1971년 8월 26일 지정                                                  |      |
| 2-3호   |      | 용담지석묘3호 (용담지석묘3호)                                           | 제주 제주시 용담2동 1462                                   | 한국공항공단 제주지사              | 1971년 8월 26일 지정                                                  |      |
| 2-4호   |      | 용담지석묘4호 (용담지석묘 4호)                                          | 제주 제주시 용담2동 1462                                   | 제주시                             | 1971년 8월 26일 지정                                                  |      |
| 2-5호   |      | 용담지석묘5호 (용담지석묘5호)                                           | 제주 제주시 용담2동 2704-1                                 | 제주시                             | 1971년 8월 26일 지정                                                  |      |
| 2-6호   |      | 용담지석묘6호 (용담지석묘6호)                                           | 제주 제주시 용담2동 2623-1                                 | 제주시                             | 1971년 8월 26일 지정                                                  |      |
| 2-7호   |      | 오라지석묘1호 (오라지석묘1호)                                           | 제주 제주시 오라2동 2190-3                                 | 제주시                             | 1971년 8월 26일 지정                                                  |      |
| 2-8호   |      | 도련지석묘1호 (도련지석묘1호)                                           | 제주 제주시 도련 2동 526-1번지                             | 제주시                             | 1971년 8월 26일 지정                                                  |      |
| 2-9호   |      | 도련지석묘2호 (도련지석묘2호)                                           | 제주 제주시 도련2동 529                                    | 제주시                             | 1971년 8월 26일 지정                                                  |      |
| 2-10호  |      | 삼양지석묘1호 (삼양지석묘1호)                                           | 제주 제주시 삼양동 2동 2252-1                              | 제주시                             | 1971년 8월 26일 지정                                                  |      |
| 2-11호  |      | 외도지석묘1호 (외도지석묘1호)                                           | 제주 제주시 외도1동 20-1                                   | 제주시                             | 1990년 5월 30일 지정                                                  |      |
| 2-12호  |      | 외도지석묘2호 (외도지석묘2호)                                           | 제주 제주시 외도1동 20-2                                   | 제주시                             | 1990년 5월 30일 지정                                                  |      |
| 2-13호  |      | 외도지석묘3호 (외도지석묘3호)                                           | 제주 제주시 외도1동 24                                     | 제주시                             | 1971년 8월 26일 지정                                                  |      |
| 2-14호  |      | 외도지석묘4호 (외도지석묘4호)                                           | 제주 제주시 외도1동 28                                     | 제주시                             | 1971년 8월 26일 지정                                                  |      |
| 2-15호  |      | 외도지석묘5호 (외도지석묘5호)                                           | 제주 제주시 외도1동 28                                     | 제주시                             | 1990년 5월 30일 지정                                                  |      |
| 2-16호  |      | 광령지석묘 1호 (광령지석묘 1호)                                         | 제주 제주시 애월읍 광령리 1609-1                           | 제주시                             | 1971년 8월 26일 지정                                                  |      |
| 2-17호  |      | 광령지석묘 2호 (광령지석묘 2호)                                         | 제주 제주시 애월읍 광령리 1611-3                           | 제주시                             | 1971년 8월 26일 지정                                                  |      |
| 2-18호  |      | 광령지석묘 3호 (광령지석묘 3호)                                         | 제주 제주시 애월읍 광령리 1664                             | 제주시                             | 1971년 8월 26일 지정                                                  |      |
| 2-19호  |      | 광령지석묘 4호 (광령지석묘 4호)                                         | 제주 제주시 애월읍 광령리 1674                             | 제주시                             | 1971년 8월 26일 지정                                                  |      |
| 2-20호  |      | 광령지석묘 5호 (광령지석묘 5호)                                         | 제주 제주시 애월읍 광령리 1677                             | 제주시                             | 1971년 8월 26일 지정                                                  |      |
| 2-21호  |      | 광령지석묘 6호 (광령지석묘 6호)                                         | 제주 제주시 애월읍 광령리 1835                             | 제주시                             | 1971년 8월 26일 지정                                                  |      |
| 2-22호  |      | 하귀지석묘 1호 (하귀지석묘 1호)                                         | 제주 제주시 애월읍 하귀리 1312-29                          | 제주시                             | 1971년 8월 26일 지정                                                  |      |
| 2-23호  |      | 하귀지석묘 2호 (하귀지석묘 2호)                                         | 제주 제주시 애월읍 하귀리 1908-2                           | 제주시                             | 1971년 8월 26일 지정                                                  |      |
| 2-24호  |      | 창천지석묘 1호 (창천지석묘 1호)                                         | 제주 서귀포시 안덕면 창천리 966-1                          | 서귀포시                           | 1990년 5월 30일 지정                                                  |      |
| 2-25호  |      | 신례리지석묘1호 (新禮里支石墓1號)                                       | 제주 서귀포시 남원읍 신례리 395-1                          | 서귀포시                           | 2002년 4월 11일 지정                                                  |      |
| 2-26호  |      | 신례리지석묘2호 (新禮里支石墓2號)                                       | 제주 서귀포시 신례리 39-1                                  | 서귀포시                           | 2002년 4월 11일 지정                                                  |      |
| 2-27호  |      | 상예동지석묘제1호 (上猊洞支石墓 一號)                                   | 제주 서귀포시 상예동 1514                                  | 서귀포시                           | 2003년 7월 2일 지정                                                   |      |
| 2-28호  |      | 상예동지석묘2호 (上猊洞支石墓二號)                                      | 제주 서귀포시 상예동 1514                                  | 서귀포시                           | 2003년 7월 2일 지정                                                   |      |
| 2-29호  |      | 상예동지석묘3호 (上猊洞支石墓三號)                                      | 제주 서귀포시 상예동 1514                                  | 서귀포시                           | 2003년 7월 2일 지정                                                   |      |
| 2-30호  |      | 상예동지석묘4호 (上猊洞支石墓四號)                                      | 제주 서귀포시 상예동 1527                                  | 서귀포시                           | 2003년 7월 2일 지정                                                   |      |
| 2-31호  |      | 상예동지석묘5호 (上猊洞支石墓五號)                                      | 제주 서귀포시 상예동 1193                                  | 서귀포시                           | 2003년 7월 2일 지정                                                   |      |
| 2-32호  |      | 색달동지석묘1호 (塞達洞支石墓一號)                                      | 제주 서귀포시 색달동 1741-1                                | 서귀포시                           | 2003년 7월 2일 지정                                                   |      |
| 2-33호  |      | 광령리지석묘7호 (광령리지석묘7호)                                       | 제주 제주시 애월읍 광령리 1825-1                           | 사유                               | 2004년 9월 9일 지정                                                   |      |
| 2-34호  |      | 광령리지석묘8호 (광령리지석묘8호)                                       | 제주 제주시 애월읍 광령리 1824, 1824-1                     | 사유                               | 2004년 9월 9일 지정                                                   |      |
| 2-35호  |      | 광령리지석묘9호 (광령리지석묘9호)                                       | 제주 제주시 애월읍 광령리 1821                             | 사유                               | 2004년 9월 9일 지정                                                   |      |
| 2-36호  |      | 광령리지석묘10호 (광령리지석묘10호)                                     | 제주 제주시 애월읍 광령리 1665                             | 사유                               | 2004년 9월 9일 지정                                                   |      |
| 2-37호  |      | 하모리지석묘 (하모리지석묘)                                             | 제주 서귀포시 대정읍 하모리 1268-1                         | 사유                               | 2004년 10월 5일 지정                                                  |      |
| 2-38호  |      | 동일리지석묘1호 (동일리지석묘1호)                                       | 제주 서귀포시 대정읍 동일리 1619 외                        | 사유                               | 2005년 10월 5일 지정                                                  |      |
| 2-39호  |      | 동일리지석묘2호 (동일리지석묘2호)                                       | 제주 서귀포시 대정읍 동일리 1607                           | 사유                               | 2005년 10월 5일 지정                                                  |      |
| 2-40호  |      | 동일리지석묘3호 (동일리지석묘3호)                                       | 제주 서귀포시 대정읍 동일리 1619                           | 사유                               | 2005년 10월 5일 지정                                                  |      |
| 2-41호  |      | 동일리지석묘4호 (동일리지석묘4호)                                       | 제주 서귀포시 대정읍 동일리 1619                           | 사유                               | 2005년 10월 5일 지정                                                  |      |
| 2-42호  |      | 일과리지석묘 (일과리지석묘)                                             | 제주 서귀포시 대정읍 일과리 1021                           | 사유                               | 2005년 10월 5일 지정                                                  |      |
| 2-43호  |      | 화순리 지석묘 (화순리 지석묘)                                           | 제주 서귀포시 안덕면 화순리 703-2번지 외 3필지             | 사유                               | 2011년 5월 9일 지정                                                   |      |
| 3호     |      | 제주성지 (濟州城址)                                                     | 제주 제주시 이도1동 1437-6외 35필지                        | 제주시                             | 1971년 8월 26일 지정                                                  |      |
| 4호     |      | 삼사석 (三射石)                                                         | 제주 제주시 화북1동 1380-1                                 | (재)삼성시조제재단                 | 1971년 8월 26일 지정                                                  |      |
| 5호     |      | 외도팽나무 (외도팽나무)                                                 | 제주 제주시 외도동                                         |                                    | 1969년 1월 1일 지정, 1981년 2월 26일 해제, 해제사유 미상              |      |
| 6호     |      | 금덕무환자나무및팽나무군락 (今德무환자나무및팽나무群落)                 | 제주 제주시 애월읍 유수암 1920                             | 제주시                             | 1974년 4월 13일 지정                                                  |      |
| 7호     |      | 명월대 (明月臺)                                                         | 제주 제주시 한림읍 명월리 2223                             | 제주시                             | 1981년 8월 26일 지정                                                  |      |
| 8호     |      | 수산곰솔 (水山곰솔)                                                     | 제주 북제주군 애월읍 수산리 1935                           | 북제주군                           | 1971년 8월 26일 지정, 2004년 5월 14일 해제, 천연기념물 제441호로 승격 |      |
| 9호     |      | 절부암 (節婦岩)                                                         | 제주 제주시 한경면 용수3길 22                              | 제주시                             | 1981년 8월 26일 지정                                                  |      |
| 10호    |      | 동백동산 (冬栢東山)                                                     | 제주 제주시 조천면 선흘리 산12                             | 제주시                             | 1981년 8월 26일 지정                                                  |      |
| 11호    |      | 최영장군사당 (崔瑩將軍祠堂)                                             | 제주 제주시 추자면 대서리 368                              | 제주시                             | 1981년 8월 26일 지정                                                  |      |
| 12호    |      | 대정성지 (大靜城址)                                                     | 제주 서귀포시 대정읍 보성리,인성리,안성리                  | 서귀포시                           | 1971년 8월 26일 지정                                                  |      |
| 13호    |      | 법화사지 (法華寺址)                                                     | 제주 서귀포시 하원동 1071                                  | 서귀포시                           | 1971년 8월 26일 지정                                                  |      |
| 14호    |      | 천제연담팔수나무 (天帝淵담팔수나무)                                     | 제주 서귀포시 색달동 3381의1                               | 서귀포시                           | 1971년 8월 26일 지정                                                  |      |
| 15호    |      | 서귀포시먼나무 (西歸浦市먼나무)                                         | 제주 서귀포시 서고동 579                                   | 서귀포시                           | 1971년 8월 26일 지정, 2005년 10월 5일 해제, 문화재적 가치 상실        |      |
| 16호    |      | 성읍농나무 (성읍농나무)                                                 | 제주 남제주군 표선면 성읍리                                |                                    | 1969년 1월 1일 지정, 1981년 2월 26일 해제, 해제사유 미상              |      |
| 17호    |      | 혼인지 (婚姻池)                                                         | 제주 서귀포시 성산읍 온평리 1693                           | 서귀포시                           | 1971년 8월 26일 지정                                                  |      |
| 18호    |      | 선흘리백서향및변산일엽군락 (善屹里백서향및변산일엽群落)                 | 제주 제주시 조천읍 선흘리 산6                              | 제주시                             | 1974년 4월 3일 지정                                                   |      |
| 19호    |      | 명월팽나무군락 (明月팽나무群落)                                         | 제주 제주시 한림읍 명월리 2223번지                         | 제주시                             | 1974년 4월 3일 지정                                                   |      |
| 20호    |      | 도련귤나무 (道蓮橘나무)                                                 | 제주 제주시 도련1동 2243                                   | 제주시                             | 1974년 4월 3일 지정                                                   |      |
| 20-1호  |      | 당유자나무 (당유자나무)                                                 | 제주 제주시 도련1동 2244-2                                 | 고중휴                             | 1998년 1월 7일 지정                                                   |      |
| 20-2호  |      | 병귤나무 (병귤나무)                                                     | 제주 제주시 도련1동 2244-2                                 | 고중휴                             | 1998년 1월 7일 지정                                                   |      |
| 20-3호  |      | 병귤나무 (병귤나무)                                                     | 제주 제주시 도련1동 2243                                   | 고중휴                             | 1998년 1월 7일 지정, 2005년 10월 5일 해제, 문화재적 가치 상실         |      |
| 20-4호  |      | 산귤나무 (산귤나무)                                                     | 제주 제주시 도련1동 2243                                   | 고중휴                             | 1998년 1월 7일 지정                                                   |      |
| 20-5호  |      | 산귤나무 (산귤나무)                                                     | 제주 제주시 도련1동 2243                                   | 고중휴                             | 1998년 1월 7일 지정                                                   |      |
| 20-6호  |      | 당유자나무 (당유자나무)                                                 | 제주 제주시 도련1동 2244-2                                 | 고중휴                             | 1998년 1월 7일 지정                                                   |      |
| 20-7호  |      | 진귤나무 (진귤나무)                                                     | 제주 제주시 도련1동 2243                                   | 고중휴                             | 1998년 1월 7일 지정                                                   |      |
| 21호    |      | 영평조록나무 (寧坪조록나무)                                             | 제주 제주시 영평동 2061-1                                  | 제주시                             | 1974년 4월 3일 지정                                                   |      |
| 22호    |      | 해신사 (海神祠)                                                         | 제주 제주시 화북1동 1619-1                                 | 제주시                             | 1974년 4월 3일 지정                                                   |      |
| 23호    |      | 연대 (煙臺)                                                             | 제주 제주시 추자면 신양리 ,온평리 등                       | 서귀포시,제주시                    | 1974년 4월 3일 지정                                                   |      |
| 23-1호  |      | 말등포연대 (末等浦煙臺)                                                 | 제주 서귀포시 성산읍 온평리 1355-1                         | 서귀포시                           | 1973년 4월 3일 지정                                                   |      |
| 23-2호  |      | 협자연대 (俠子煙臺)                                                     | 제주 서귀포시 성산읍 고성리 57                             | 서귀포시                           | 1973년 4월 3일 지정                                                   |      |
| 23-3호  |      | 천미연대 (川尾煙臺)                                                     | 제주 서귀포시 성산읍 신천리 267                            | 서귀포시                           | 1976년 9월 9일 지정                                                   |      |
| 23-4호  |      | 소마로연대 (所마路煙臺)                                                 | 제주 서귀포시 표선면 표선리 1332-6                         | 서귀포시                           | 1976년 9월 9일 지정                                                   |      |
| 23-5호  |      | 조천연대 (朝天煙臺)                                                     | 제주 제주시 조천읍 조천리 2980-5                           | 제주시                             | 1976년 9월 9일 지정                                                   |      |
| 23-6호  |      | 우지연대 (牛池煙臺)                                                     | 제주 제주시 한림읍 귀덕2리 3977                            | 제주시                             | 1976년 9월 9일 지정                                                   |      |
| 23-7호  |      | 남두연대 (南頭煙臺)                                                     | 제주 제주시 애월읍 신엄리 2780-1                           | 제주시                             | 1976년 9월 9일 지정                                                   |      |
| 23-8호  |      | 수근연대 (修根煙臺)                                                     | 제주 제주시 용담3동 2290                                   | 제주시                             | 1996년 7월 18일 지정                                                  |      |
| 23-9호  |      | 별도연대 (瞥刀煙臺)                                                     | 제주 제주시 화북1동 1537                                   | 제주시                             | 1996년 7월 18일 지정                                                  |      |
| 23-10호 |      | 연동연대 (淵洞淵臺)                                                     | 제주 서귀포시 서호동 73번지                                | 서귀포시                           | 1996년 7월 18일 지정                                                  |      |
| 23-11호 |      | 당포연대 (唐浦淵臺)                                                     | 제주 서귀포시 하예동 1729번지                              | 서귀포시                           | 1996년 7월 18일 지정                                                  |      |
| 23-12호 |      | 대포연대 (大浦煙臺)                                                     | 제주 서귀포시 대포동 2506                                  | 서귀포시                           | 1996년 7월 18일 지정                                                  |      |
| 23-13호 |      | 왜포(고포)연대 (倭浦(古浦)煙臺)                                         | 제주 제주시 조천읍 신흥리 784                              | 제주시                             | 1996년 7월 18일 지정                                                  |      |
| 23-14호 |      | 함덕연대 (咸德煙臺)                                                     | 제주 제주시 조천읍 함덕리 3276                             | 제주시                             | 1996년 7월 18일 지정                                                  |      |
| 23-15호 |      | 좌가연대 (佐可煙臺)                                                     | 제주 제주시 구좌읍 한동리 1683-1                           | 제주시                             | 1996년 7월 18일 지정                                                  |      |
| 23-16호 |      | 종달연대 (終達煙臺)                                                     | 제주 제주시 구좌읍 종달리 449-1                            | 제주시                             | 1996년 7월 18일 지정                                                  |      |
| 23-17호 |      | 애월연대 (涯月煙臺)                                                     | 제주 제주시 애월읍 애월리 1970-2                           | 제주시                             | 1996년 7월 18일 지정                                                  |      |
| 23-18호 |      | 귀덕연대 (歸德煙臺)                                                     | 제주 제주시 한림읍 귀덕리 1178-2                           | 제주시                             | 1996년 7월 18일 지정                                                  |      |
| 23-19호 |      | 배령연대 (盃令煙臺)                                                     | 제주 제주시 한림읍 금릉리 1603                             | 제주시                             | 1996년 7월 18일 지정                                                  |      |
| 23-20호 |      | 두모연대 (頭毛煙臺)                                                     | 제주 제주시 한경면 두모리 2605                             | 제주시                             | 1996년 7월 18일 지정                                                  |      |
| 23-21호 |      | 산방연대 (山房煙臺)                                                     | 제주 서귀포시 안덕면 사계리 산33-2                         | 서귀포시                           | 1996년 7월 18일 지정                                                  |      |
| 23-22호 |      | 서림연대 (西林煙臺)                                                     | 제주 서귀포시 대정읍 일과리 1275-1번지선                   | 서귀포시                           | 1996년 7월 18일 지정                                                  |      |
| 23-23호 |      | 오소포연대 (吾召浦煙臺)                                                 | 제주 서귀포시 성산읍 오조리 390, 392                       | 서귀포시                           | 1996년 7월 18일 지정                                                  |      |
| 24호    |      | 별방진 (別防鎭)                                                         | 제주 제주시 구좌읍 하도리 3354                             | 제주시                             | 1974년 4월 3일 지정                                                   |      |
| 25호    |      | 조록나무뿌리 형상물 (조록나무뿌리 형상물)                               | 제주 제주시 제주시 조천읍 교래리 산 119번지 제주돌문화공원 | 제주특별자치도지사(돌문화공원소장) | 1974년 4월 3일 지정                                                   |      |
| 26호    |      | 광령귤나무 (光令橘나무)                                                 | 제주 제주시 애월읍 광령리 1165-1번지                       | 제주시                             | 1974년 4월 3일 지정                                                   |      |
| 27호    |      | 신흥동백나무군락 (新興冬栢나무群落)                                     | 제주 서귀포시 남원읍 신흥리 1599-1                         | 서귀포시                           | 1973년 4월 3일 지정                                                   |      |
| 28호    |      | 항파두리항몽유적지 (缸波頭里抗蒙遺蹟址)                                 | 제주 북제주군 애월읍 고성리                                | 북제주군                           | 1976년 9월 9일 지정, 1997년 4월 18일 해제, 사적 제396호로 승격        |      |
| 29호    |      | 명월성지 (明月城址)                                                     | 제주 제주시 한림읍 명월리, 동명리                          | 제주시                             | 1976년 9월 9일 지정                                                   |      |
| 30호    |      | 화북비석거리 (禾北碑石거리)                                             | 제주 제주시 화북동 5749                                    | 제주시                             | 1976년 9월 9일 지정                                                   |      |
| 31호    |      | 조천비석거리 (朝天碑石거리)                                             | 제주 제주시 조천읍 조천리                                  | 제주시                             | 1976년 9월 9일 지정                                                   |      |
| 32호    |      | 청귤나무 (靑橘나무)                                                     | 제주 제주시 이도동 1103                                    | 제주시                             | 1976년 9월 9일 지정, 1998년 9월 30일 해제, 문화재적 가치 상실         |      |
| 33호    |      | 무환자나무 (無患者나무)                                                 | 제주 제주시 아라2동 2986(금산공원천변)                     | 제주시                             | 1976년 9월 9일 지정                                                   |      |
| 34호    |      | 녹나무 (녹나무)                                                         | 제주 제주시 삼도2동 154                                    | 제주시                             | 1976년 9월 9일 지정                                                   |      |
| 35호    |      | 선인장자생지 (선인장自生地)                                             | 제주 북제주군 한림읍 월령리 해안                           | 북제주군                           | 1976년 9월 9일 지정, 2001년 9월 11일 해제, 천연기념물 제429호로 승격  |      |
| 36호    |      | 일출봉 (日出峰)                                                         | 제주 남제주군 성산읍 성산리 산1외 111필                    | 남제주군                           | 1976년 9월 9일 지정, 2000년 7월 18일 해제, 천연기념물 제420호로 승격  |      |
| 37호    |      | 제주산굼부리분화구 (제주산굼부리분화구)                                 | 제주 제주시 조천읍 교배리                                  |                                    | 1979년 6월 18일 지정, 1979년 8월 21일 해제, 천연기념물 제263호로 승격 |      |
| 38호    |      | 문경공고조기묘 (文敬公高兆基墓)                                         | 제주 제주시 아라동 2464                                    | 고씨종친회                         | 1977년 7월 13일 지정                                                  |      |
| 39호    |      | 위미동백나무군락 (위미동백나무군락)                                     | 제주 서귀포시 남원읍 위미리 903번지외 6필지                | 서귀포시                           | 1982년 5월 8일 지정                                                   |      |
| 40호    |      | 용담동선사무덤유적 (龍潭洞先史무덤遺跡)                                 | 제주 제주시 용담2동 741-1                                  | 제주시                             | 1990년 5월 30일 지정                                                  |      |
| 41호    |      | 곽지패총 (郭支貝塚)                                                     | 제주 제주시 애월읍 곽지리 1945                             | 제주시                             | 1990년 5월 30일 지정                                                  |      |
| 42호    |      | 북촌리선사주거지유적 (北村里先史住居址遺跡)                             | 제주 제주시 조천읍 북촌리 275                              | 제주시                             | 1990년 5월 30일 지정                                                  |      |
| 43호    |      | 존자암지 (尊者庵址)                                                     | 제주 서귀포시 하원동 산1-1                                 | 서귀포시                           | 1995년 7월 13일 지정                                                  |      |
| 44호    |      | 정방폭포 (正房瀑布)                                                     | 제주 서귀포시 서귀동 962, 동홍동 2181                      | 서귀포시                           | 1995년 8월 26일 지정, 2008년 8월 8일 해제, 명승 제43호로 승격         |      |
| 45호    |      | 문섬의상록활엽수림 (蚊島의常綠闊葉樹林)                                 | 제주 서귀포시 서귀동 산4 및 산5                            | 서귀포시                           | 1995년 8월 26일 지정, 2000년 7월 18일 해제, 천연기념물 제421호로 승격 |      |
| 46호    |      | 범섬의상록활엽수림및흑비둘기번식지 (虎島의常綠闊葉樹林및흑비둘기繁殖地) | 제주 서귀포시 법환동 산1-1외 4필지                         | 서귀포시                           | 1995년 8월 26일 지정, 2000년 7월 18일 해제, 천연기념물 제421호로 승격 |      |
| 47호    |      | 식산봉의황근자생지및상록활엽수림 (식산봉의황근자생지및상록활엽수림)     | 제주 서귀포시 성산읍 오조리 30번지외12필지                 | 서귀포시                           | 1995년 8월 26일 지정                                                  |      |
| 48호    |      | 비양도의비양나무자생지 (飛揚島의비양나무自生地)                         | 제주 제주시 한림읍 협재리 산89외 8필                       | 제주시                             | 1995년 8월 26일 지정                                                  |      |
| 49호    |      | 환해장성 (環海長城)                                                     | 제주 제주전역 도일원                                       | 국유                               | 1998년 1월 7일 지정                                                   |      |
| 49-1호  |      | 곤을동환해장성 (곤을동環海長城)                                         | 제주 제주시 화북1동 4363외 10필지                          | 국유                               | 1998년 1월 7일 지정                                                   |      |
| 49-2호  |      | 별도환해장성 (別刀環海長城)                                             | 제주 제주시 화북1동 1533-1 16필지                          | 국유                               | 1998년 1월 7일 지정                                                   |      |
| 49-3호  |      | 삼양환해장성 (三陽環海長城)                                             | 제주 제주시 삼양3동 2622-1외 12필지                        | 국유                               | 1998년 1월 7일 지정                                                   |      |
| 49-4호  |      | 애월환해장성 (涯月環海長城)                                             | 제주 제주시 애월읍 애월리 1957-1외 17필지                  | 국유                               | 1998년 1월 7일 지정                                                   |      |
| 49-5호  |      | 북촌환해장성 (北村渙海長城)                                             | 제주 제주시 조천읍 복촌리 393-3외 7필지                    | 국유                               | 1998년 1월 7일 지정                                                   |      |
| 49-6호  |      | 동복환해장성 (東福環海長城)                                             | 제주 제주시 구좌읍 동북리 687-2외 8필지                    | 국유                               | 1998년 1월 7일 지정                                                   |      |
| 49-7호  |      | 행원환해장성 (杏源環海長城)                                             | 제주 제주시 구좌읍 행원리외 3필지                          | 국유                               | 1998년 1월 7일 지정                                                   |      |
| 49-8호  |      | 한동환해장성 (漢東環海長城)                                             | 제주 제주시 구좌읍 한동리 102-2번지외 9필지                | 국유                               | 1998년 1월 7일 지정                                                   |      |
| 49-9호  |      | 온평환해장성 (溫平環海長城)                                             | 제주 서귀포시 성산읍 온평리 66-2번지선                     | 서귀포시                           | 1998년 1월 7일 지정                                                   |      |
| 49-9호  |      | 온평환해장성제4지점 (溫坪環海長城弟4地點)                               | 제주 서귀포시 성산읍 온평리 1303-3선                       | 국유                               | 1998년 1월 7일 지정                                                   |      |
| 49-9호  |      | 온평환해장성제3지점 (溫坪環海長城弟3地點)                               | 제주 서귀포시 성산읍 온평리 1220-2외 3필지                 | 국유                               | 1998년 1월 7일 지정                                                   |      |
| 49-9호  |      | 온평환해장성제2지점 (溫坪環海長城弟2地點)                               | 제주 서귀포시 성산읍 온평리 693-1선                        | 국유                               | 1998년 1월 7일 지정                                                   |      |
| 49-9호  |      | 온평환해장성제1지점 (溫坪環海長城弟1地點)                               | 제주 서귀포시 성산읍 온평리 66-2선                         | 국유                               | 1998년 1월 7일 지정                                                   |      |
| 49-10호 |      | 신산환해장성 (新山環海長城)                                             | 제주 서귀포시 성산읍 신산리 49-5번지선                     | 서귀포시                           | 1998년 1월 7일 지정                                                   |      |
| 50호    |      | 중문·대포해안주상절리대 (中文·大浦海岸柱狀節理帶)                       | 제주 서귀포시 중문동 2663-1번지외 20필지                   | 서귀포시                           | 1998년 4월 8일 지정, 2005년 1월 16일 해제, 천연기념물 제443호로 승격  |      |
| 51호    |      | 관음사의왕벚나무자생지 (觀音寺의왕벚나무自生地)                         | 제주 제주시 아라1동 산66 관음사                            | 제주시                             | 1999년 10월 6일 지정                                                  |      |
| 52호    |      | 선흘벵뒤굴 (善屹벵뒤窟)                                                 | 제주 제주시 조천읍 선흘리 365                              | 제주시                             | 1999년 10월 6일 지정, 2008년 1월 15일 해제, 천연기념물 제490호로 승격 |      |
| 53호    |      | 북촌동굴 (北村洞窟)                                                     | 제주 제주시 조천읍 북촌리 294                              | 제주시                             | 1999년 10월 6일 지정                                                  |      |
| 54호    |      | 하원동탐라왕자묘 (河源洞耽羅王子墓)                                     | 제주 서귀포시 하원동 21                                    | 서귀포시                           | 2000년 6월 21일 지정                                                  |      |
| 55호    |      | 서귀진지 (西歸鎭址)                                                     | 제주 서귀포시 서귀동 717-4번지 외                          | 서귀포시                           | 2000년 11월 1일 지정                                                  |      |
| 56호    |      | 화북진지 (禾北鎭址)                                                     | 제주 제주시 화북1동 5761번지 등                            | 제주시                             | 2001년 2월 21일 지정                                                  |      |
| 57호    |      | 용연·용두암 (龍淵·龍頭岩)                                               | 제주 제주시 용담1동 2581-4번지 등                          | 제주시                             | 2001년 3월 7일 지정                                                   |      |
| 58호    |      | 제주도요지 (濟州陶窯址)                                                 | 제주 제주도일원                                            | 남제주군                           | 2002년 4월 17일 지정                                                  |      |
| 58-1호  |      | 구억리노랑굴 (구억리노랑굴)                                             | 제주 서귀포시 대정읍 구억리 720                            | 서귀포시                           | 2002년 4월 11일 지정                                                  |      |
| 58-2호  |      | 구억리검은굴 (구억리검은굴)                                             | 제주 서귀포시 대정읍 구억리 720                            | 서귀포시                           | 2002년 4월 11일 지정                                                  |      |
| 58-3호  |      | 신평리도요지 (신평리도요지)                                             | 제주 서귀포시 대정읍 신평리 59-1                           | 사유                               | 2005년 10월 5일 지정                                                  |      |
| 58-4호  |      | 신도리도요지 (신도리도요지)                                             | 제주 서귀포시 대정읍 신도리 3138                           | 사유                               | 2005년 10월 5일 지정                                                  |      |
| 59호    |      | 추사적거지 (秋史謫居址)                                                 | 제주 서귀포시 대정읍 안성리 1661-1번지외 3필지             | 남제주군                           | 2002년 4월 11일 지정, 2007년 10월 10일 해제, 사적 제487호로 승격      |      |
| 60호    |      | 제주도방묘 (濟州道方墓)                                                 | 제주 제주도일원                                            | .                                  | 2003년 8월 6일 지정                                                   |      |
| 60-1호  |      | 김녕리묘산봉광산김씨방묘 (김녕리묘산봉광산김씨방묘)                     | 제주 제주시 구좌읍 김녕리 2724 외                          | 광산김씨제주도종친회               | 2003년 8월 6일 지정                                                   |      |
| 60-2호  |      | 가시리설오름청주한씨방묘 (가시리설오름청주한씨방묘)                     | 제주 서귀포시 표선면 가시리 2385-1                         | 서귀포시                           | 2003년 8월 6일 지정                                                   |      |
| 60-3호  |      | 유수암리산새미오름방묘 (유수암리산새미오름방묘)                         | 제주 제주시 애월읍 유수암리 고성리 산124번지               | 사유                               | 2005년 10월 5일 지정                                                  |      |
| 60-4호  |      | 거로 능동산방묘                                                         | 제주 제주시 화북2동 4301번지 등                            | 제주시, 고씨종친회                 | 2008년 4월 18일 지정                                                  |      |
| 61호    |      | 제주도항일운동사적지 (濟州道抗日運動史蹟地)                             | 제주 제주도일원                                            | .                                  | 2003년 11월 12일 지정                                                 |      |
| 61-1호  |      | 무오법정사항일운동발상지 (戊午法井寺抗日運動發祥址)                     | 제주 서귀포시 도순동 산1 외                                | 서귀포시                           | 2003년 11월 12일 지정                                                 |      |
| 62호    |      | 수산진성 (水山鎭城)                                                     | 제주 서귀포시 성산읍 수산리 580번지외                      | 수산초교                           | 2005년 10월 5일 지정                                                  |      |
| 63호    |      | 하례리초령목 (하례리초령목)                                             | 제주 서귀포시 남원읍 하례리 1879                           | 사유                               | 2005년 10월 5일 지정                                                  |      |
| 64호    |      | 김만덕묘비 (金萬德 墓碑)                                                | 제주 제주시 건입동 397-4번지 사라봉 모충사                 | 제주특별자치도여성정책과           | 2007년 1월 24일 지정                                                  |      |
| 65호    |      | 의귀리 김만일묘역 (衣貴里 金萬鎰墓域)                                   | 제주 서귀포시 남원읍 의귀리 1773번지                       | 경주김씨제주도 종문회              | 2009년 7월 29일 지정                                                  |      |
| 66호    |      | 삼사석비 (三射石碑)                                                     | 제주 제주시 이도1동 1313번지                               | 재단법인 고·양·부 삼성사재단       | 2011년 5월 9일 지정                                                   |      |
| 67호    |      | 한라산신제단                                                            | 제주 제주시                                                | 제주특별자치도 제주시              | 2011년 5월 9일 지정                                                   |      |
| 68호    |      | 조천진성 (朝天鎭城)                                                     | 제주 제주시 조천읍 조천리 2690번지                         | 제주특별자치도 제주시              | 2015년 3월 25일 지정                                                  |      |